# Hokejbalová liga žen
Hokejbalová liga žen (dříve také: Milica liga žen) je nejvyšší česká hokejbalová liga žen, pořádaná Českomoravským svazem hokejbalu.

## Historie
Do roku 2015 byla nejvyšší soutěž žen organizována jako jediný vícedenní turnaj pod názvem Mistrovství České republiky. Rozvoj ženského hokejbalu zapříčinil ve stejném roce jeho změnu na soutěž hranou celoročně, název ale přetrval až do roku 2017, kdy se změnil na Ligu žen.

## Název
- 2014/2015 – 2016/2017, Mistrovství ČR v hokejbale žen
- 2017/2018 – 2019/2020, Hokejbalová liga žen
- 2020/2021, Milica liga žen
- 2021/2022 – Hokejbalová liga žen

## Systém soutěže
Hraje se formou několika jednodenních turnajů, z nichž se výsledky jednotlivých zápasů započítávají do tabulky základní části. Poslední turnaj je dvoudenní, přičemž první den se dohrávají zbylé zápasy základní části a druhý je vyčleněn pro play-off. Hraje se formátem 5+1.

## Seznam účastníků pro sezónu 2024/2025
- HBC Pardubice
- HBC Enviform Třinec
- TJ Sršni Svitavy
- Panthers Kadaň
- SK Kelti 2008
- HBC Svítkov Stars Pardubice
- HBC Prachatice
- HBC Plzeň-Litice